# Oligomyrmex paetus
Oligomyrmex paetus är en myrart som först beskrevs av Santschi 1937.  Oligomyrmex paetus ingår i släktet Oligomyrmex och familjen myror. Inga underarter finns listade i Catalogue of Life.